# 富岡町
富岡町（とみおかまち）は、福島県浜通りに位置し、双葉郡に属する町。
2011年（平成23年）に発生した福島第一原子力発電所事故の影響で、北東部（町面積の約12 %）は現在においても帰還困難区域に指定され、立ち入りが制限されている。ただし、特定復興再生拠点区域への指定により、同区域内では除染やインフラ整備が進められている。
2011年3月17日以降、仮役場を郡山市にあるビッグパレットふくしま内に設置していた。同年12月19日以降、郡山市大槻町西ノ宮に富岡町役場郡山事務所を開設し、役場機能を移転した。2017年（平成29年）4月1日より北東部の帰還困難区域を除いて避難指示が解除され、それに先駆けて同年3月6日より本庁舎にて町役場の業務の一部を再開した。

## 地理
太平洋に面し、福島県の海岸線のほぼ中央に位置する。
- 山 ：大倉山(593 m)
- 河川：富岡川、熊川
- 湖沼：館山溜池

### 隣接している自治体
- 双葉郡
  - 大熊町
  - 川内村
  - 楢葉町

### 人口
| 富岡町（に相当する地域）の人口の推移 \| 1970年（昭和45年） \| 11,614人 \| \| \| 1975年（昭和50年） \| 12,770人 \| \| \| 1980年（昭和55年） \| 14,941人 \| \| \| 1985年（昭和60年） \| 15,895人 \| \| \| 1990年（平成2年） \| 15,861人 \| \| \| 1995年（平成7年） \| 16,033人 \| \| \| 2000年（平成12年） \| 16,173人 \| \| \| 2005年（平成17年） \| 15,910人 \| \| \| 2010年（平成22年） \| 16,001人 \| \| \| 2015年（平成27年） \| 0人 \| \| \| 2020年（令和2年） \| 2,128人 \| \| |          |  |
| 総務省統計局 国勢調査より |          |  |
| 1970年（昭和45年） | 11,614人 |  |
| 1975年（昭和50年） | 12,770人 |  |
| 1980年（昭和55年） | 14,941人 |  |
| 1985年（昭和60年） | 15,895人 |  |
| 1990年（平成2年） | 15,861人 |  |
| 1995年（平成7年） | 16,033人 |  |
| 2000年（平成12年） | 16,173人 |  |
| 2005年（平成17年） | 15,910人 |  |
| 2010年（平成22年） | 16,001人 |  |
| 2015年（平成27年） | 0人      |  |
| 2020年（令和2年） | 2,128人  |  |

## 歴史
現在の富岡町域一帯には、古墳や7 - 8世紀頃の役所跡と見られる小浜代遺跡など、古くから人々が定住していた痕跡が残されている。
この地が富岡と呼ばれるようになったのは戦国時代頃と考えられており、当時は岩城氏の所領であった。江戸時代には、富岡は当初磐城平藩領に属したが、延享4年（1747年）に井上氏が藩主になると、富岡を含む楢葉郡は平藩領から外されて幕領に編入され、小名浜代官所の支配地となった。この後、富岡一帯は仙台藩預かり地を経て、幕領・棚倉藩領・多古藩領に三分割されて明治に至った。

### 沿革
- 1889年（明治12年）1月 - 楢葉・標葉郡役所が小浜村に置かれる。
- 1889年（明治22年）4月1日 - 町村制の施行により、楢葉郡に以下の2村が発足。
  - 小浜村、小良ヶ浜村、毛萱村、上郡山村、下郡山村、仏浜村 → 富岡村
  - 上手岡村、本岡村、大菅村 → 上岡村
- 1896年（明治29年）4月1日 - 楢葉郡の一部および標葉郡の区域をもって双葉郡が発足し、双葉郡富岡村となる。双葉郡役所が富岡村に置かれる。
- 1900年（明治33年）3月8日 - 富岡村が町制施行して、富岡町となる。
- 1950年（昭和25年）6月1日 - 上岡村が町制施行・改称して、双葉町となる。
- 1955年（昭和30年）3月31日 - 富岡町および双葉町が合併して、改めて富岡町が発足。
- 2011年（平成23年）3月11日 - 東日本大震災が発生。町内で震度6強を観測し、富岡駅周辺などが津波の被害を受ける。
- 2017年（平成29年）4月1日 - 避難指示解除準備区域および居住制限区域を解除[4]。これにより福島第一原子力発電所事故による避難指示が北東部の帰還困難区域を除いて解除され、住民の帰還が認められる[5]。
- 2022年（令和4年）1月26日 - 帰還困難区域のうち、特定復興再生拠点区域内への立ち入りが認められる。
- 2023年（令和5年）
  - 4月1日 - 特定復興再生拠点区域（点・線拠点区域を除く）の避難指示を解除[4]。
  - 11月30日 - 特定復興再生拠点区域（点・線拠点区域）の避難指示を解除[4]。

## 行政
町長：山本育男 - 2021年（令和3年）8月6日就任。1期目
- 歴代富岡村長

| 代 | 氏名       | 就任                       | 退任                      | 備考 |
| -- | ---------- | -------------------------- | ------------------------- | ---- |
| 1  | 増田久豊   | 1889年（明治22年）8月25日  | 1890年（明治23年）2月21日 |      |
| 2  | 平松憲貞   | 1890年（明治23年）3月31日  | 1894年（明治27年）9月6日  |      |
| 3  | 広井将美   | 1896年（明治27年）10月22日 | 1896年（明治29年）1月13日 |      |
| 4  | 宇佐美祐忠 | 1896年（明治29年）3月2日   | 1900年（明治33年）2月28日 |      |

- 歴代富岡町長（1900年 - 1955年）

| 代 | 氏名       | 就任                       | 退任                       | 備考         |
| -- | ---------- | -------------------------- | -------------------------- | ------------ |
| 1  | 宇佐美祐忠 | 1900年（明治33年）3月1日   | 1903年（明治36年）7月16日  | 村長より留任 |
| 2  | 渡辺詮助   | 1903年（明治36年）7月17日  | 1915年（大正4年）10月30日  |              |
| 3  | 早川清久   | 1915年（大正4年）11月7日   | 1919年（大正8年）11月6日   |              |
| 4  | 新妻栄造   | 1919年（大正8年）11月8日   | 1911年（大正10年）3月30日  |              |
| 5  | 朝倉亀次郎 | 1911年（大正10年）3月31日  | 1912年（大正11年）12月2日  |              |
| 6  | 鈴木兵弥   | 1912年（大正11年）12月5日  | 1927年（昭和2年）9月7日    |              |
| 7  | 早川清久   | 1928年（昭和3年）2月12日   | 1935年（昭和10年）1月15日  | 再任         |
| 8  | 渡辺実     | 1935年（昭和10年）12月21日 | 1939年（昭和14年）3月1日   |              |
| 9  | 早川清久   | 1939年（昭和14年）3月2日   | 1939年（昭和14年）12月30日 | 三任         |
| 10 | 坂本栄助   | 1940年（昭和15年）2月1日   | 1947年（昭和22年）1月19日  |              |
| 11 | 半谷六郎   | 1947年（昭和22年）4月15日  | 1951年（昭和26年）4月14日  |              |
| 12 | 早川竣通   | 1951年（昭和26年）4月24日  | 1955年（昭和30年）3月30日  |              |

- 歴代富岡町長（1955年 - ）

| 代 | 氏名       | 就任                      | 退任                      | 備考 |
| -- | ---------- | ------------------------- | ------------------------- | ---- |
| 1  | 山田次郎   | 1955年（昭和30年）4月30日 | 1971年（昭和46年）4月29日 |      |
| 2  | 遠藤景芳   | 1971年（昭和46年）4月30日 | 1983年（昭和58年）4月29日 |      |
| 3  | 関本英勇   | 1983年（昭和58年）4月30日 | 1989年（平成元年）8月5日  |      |
| 4  | 山田荘一郎 | 1989年（平成元年）8月6日  | 1997年（平成9年）8月5日   |      |
| 5  | 遠藤勝也   | 1997年（平成9年）8月6日   | 2013年（平成25年）8月5日  |      |
| 6  | 宮本皓一   | 2013年（平成25年）8月6日  | 2021年（令和3年）8月5日   |      |
| 7  | 山本育男   | 2021年（令和3年）8月6日   | 現職                      |      |

## 経済

### 産業
- 東京電力ホールディングス福島復興本社

Jヴィレッジから移転し、2016年（平成28年）3月7日に業務を開始。
- 富岡漁港

かつては天然の入江の周囲の断崖を切り崩して作られた小良ヶ浜漁港（2000年（平成12年）廃港）を利用していたが、面積が狭く崖崩れの危険もあったため、1993年（平成5年）に富岡川の河口に新漁港を建設した。

### 郵便
郵便局
- 富岡郵便局（2017年3月23日再開[6]）
- 夜ノ森郵便局(閉鎖中）

### 金融
- 東邦銀行 富岡支店（2017年4月6日再開[7]）
- 福島銀行 富岡支店（2017年3月22日再開[8]）
- 大東銀行 富岡支店（2017年9月19日再開[9]）
- あぶくま信用金庫 富岡支店（2017年3月27日再開[10]）、夜の森支店（閉鎖中）
- 東北労働金庫 富岡支店（いわき市に窓口移転）
- 相双五城信用組合 富岡支店（休業中）

## 姉妹都市・友好都市など
- オークランド市（ニュージーランド）
  - 1983年（昭和58年）12月6日、ワントリーヒル市と姉妹都市提携。1989年（平成元年）10月、ワントリーヒル市が合併によりオークランド市の一部となった後も、オークランド市との間で関係を継続している。
- 海塩県（中華人民共和国浙江省）
  - 1995年（平成7年）6月20日、友好都市提携。
- 杉戸町（埼玉県）
  - 2010年（平成22年）11月3日、友好都市提携。
- 品川区（東京都）
  - 2005年（平成17年）4月27日、災害時における相互援助協定締結。

## 教育

### 小学校
- 富岡町立富岡小学校（2022年、富岡町立富岡第一小学校[注釈 1]と富岡町立富岡第二小学校[注釈 1]の統合により開校）

### 中学校
- 富岡町立富岡中学校（2022年、富岡町立富岡第一中学校[注釈 1]と富岡町立富岡第二中学校[注釈 1]との統合により開校）

### 支援学校
- 福島県立富岡支援学校[注釈 2]

※震災当時、町内の各小中学校および支援学校はすべて町外に避難し仮設校舎を設置していたが、小中学校については2022年に避難先での授業を終了した。

### 高等学校
- 福島県立富岡高等学校（2017年（平成29年）3月31日をもって休校[13]） - 2006年（平成18年）から、富岡第一・富岡第二・楢葉・広野の4中学校との連携型中高一貫教育を実施していた

## 交通

### 鉄道

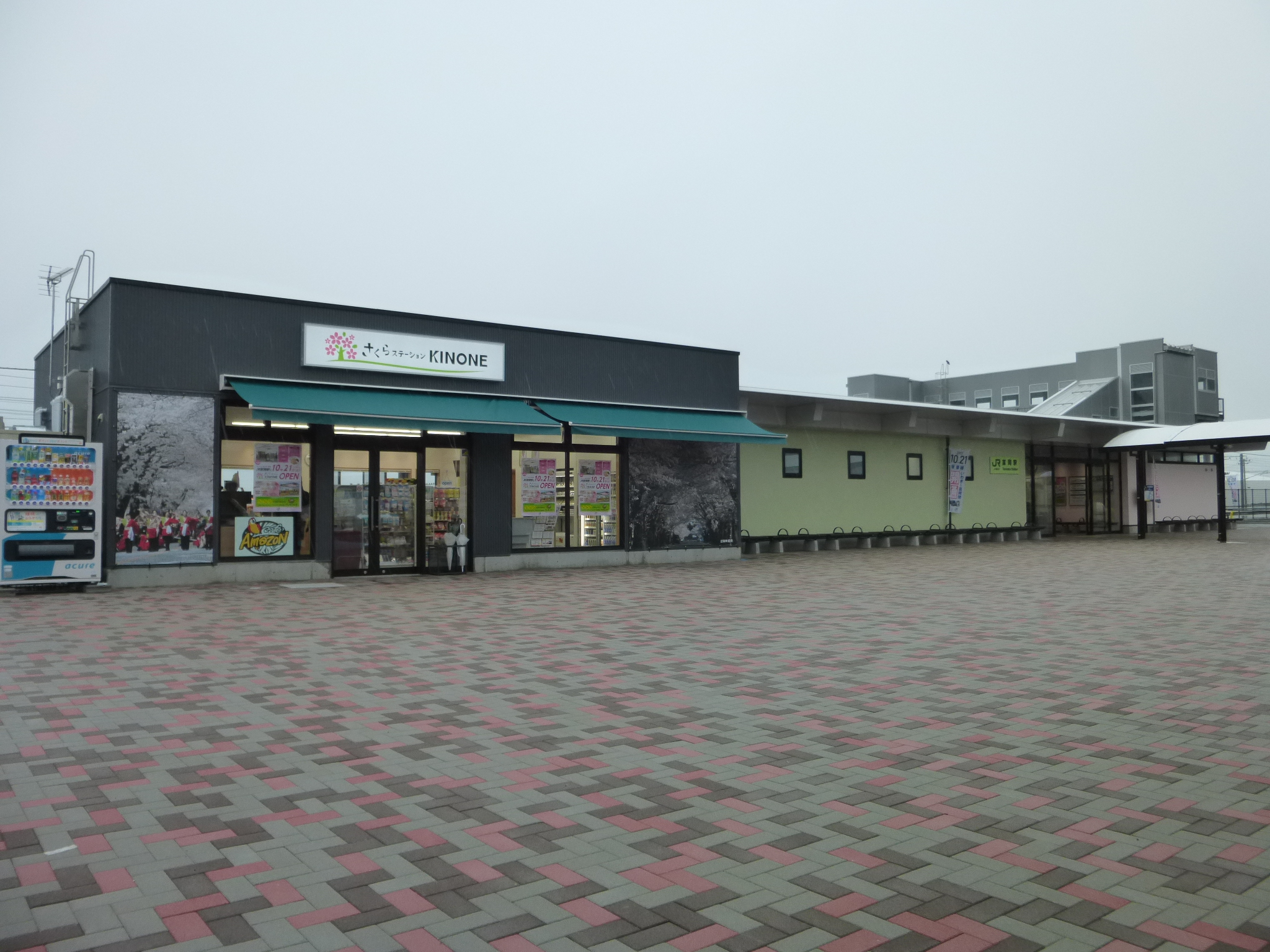
富岡駅新駅舎（2017年10月22日）

- 東日本旅客鉄道（JR東日本）
  - 常磐線：富岡駅 - 夜ノ森駅

### 一般路線バス
すべて新常磐交通が運行する。いわき市・広野町・楢葉町・富岡町を結ぶ路線、富岡町と川内村を結ぶ路線、富岡町・大熊町・双葉町・浪江町を結ぶ路線、町内循環路線の4路線がある。富岡町に住民票がある人や東日本大震災時点で住民票があった人に対しては町から割引乗車券が発行され、割引運賃で一般路線バスに乗車可能である。なお、日曜・祝日はすべて運休するほか、路線によっては土曜日も運休する。
- いわき駅前 - 東一丁目 - 久之浜駐在所 - 広野町役場入口 - 道の駅ならは - 楢葉町役場 - さくらモール診療所前 - 富岡駅前 ※日祝日運休
- 富岡駅前 - さくらモール診療所前 - 富岡町役場 - 夜ノ森駅西口 - 上手岡 - ゆふね - 川内村役場・かわうちの湯 - 川内車庫 ※土日祝日運休
- 富岡駅前 - さくらモール診療所前 - 富岡町役場 - 大熊町役場 - 大野駅前 - 双葉駅前 - 浪江駅前 - 道の駅なみえ - FH2R ※土日祝日運休
- 富岡町内循環 ※日祝日運休

上記のほか、大熊町が富岡駅前および富岡町中心部と大熊町内の大熊町役場・大川原公営住宅を結ぶ無料循環バスを運行しているが、富岡町内のみの利用はできない。

### 高速バス
すべて昼行便
| 愛称名         | 運行会社     | 運行区間                                  |
| -------------- | ------------ | ----------------------------------------- |
| （愛称名なし） | 新常磐交通   | 仙台駅東口 - 常磐富岡IC入口               |
| いわき号       | 新常磐交通   | 東京駅 - 富岡営業所 ※1往復のみ            |
| （愛称名なし） | 東北アクセス | バスターミナル東京八重洲 - 常磐富岡IC入口 |

### 道路

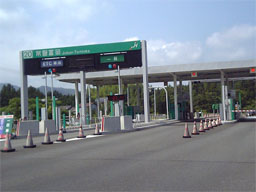
常磐富岡インターチェンジ（2005年11月19日）

- 高速道路
  - E6 常磐自動車道：常磐富岡IC
- 一般国道
  - 国道6号
- 主要地方道
  - 福島県道35号いわき浪江線
  - 福島県道36号小野富岡線
- 一般県道
  - 福島県道112号富岡大越線
  - 福島県道163号富岡停車場線
  - 福島県道165号夜ノ森停車場線
  - 福島県道243号小浜上郡山線
  - 福島県道244号小塙上郡山線
  - 福島県道251号小良ヶ浜野上線
  - 福島県道391号広野小高線

## 名所・旧跡・観光スポット・祭事・催事
- 名所

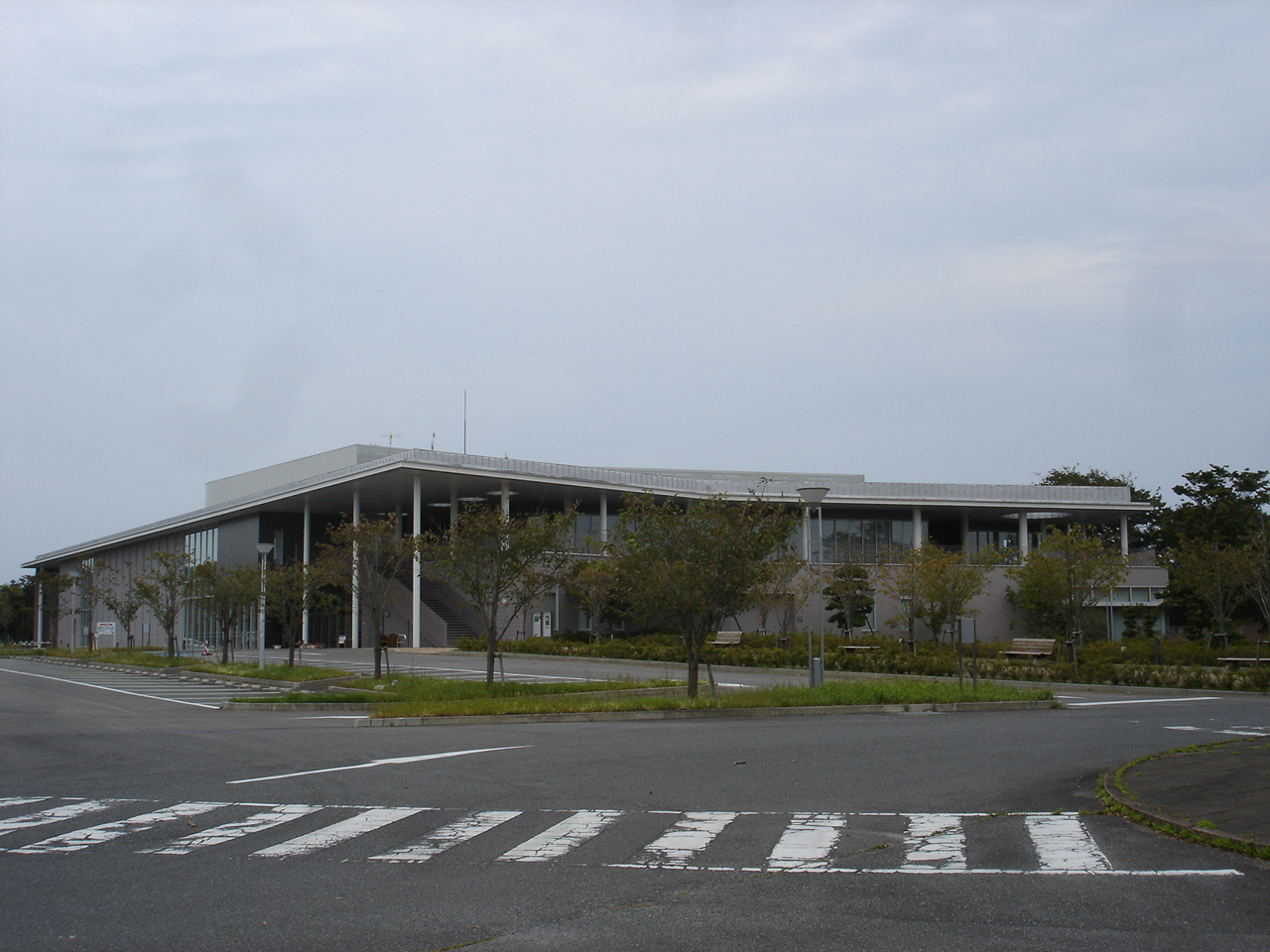
富岡町文化交流センター学びの森。2017年4月3日より一部使用再開）

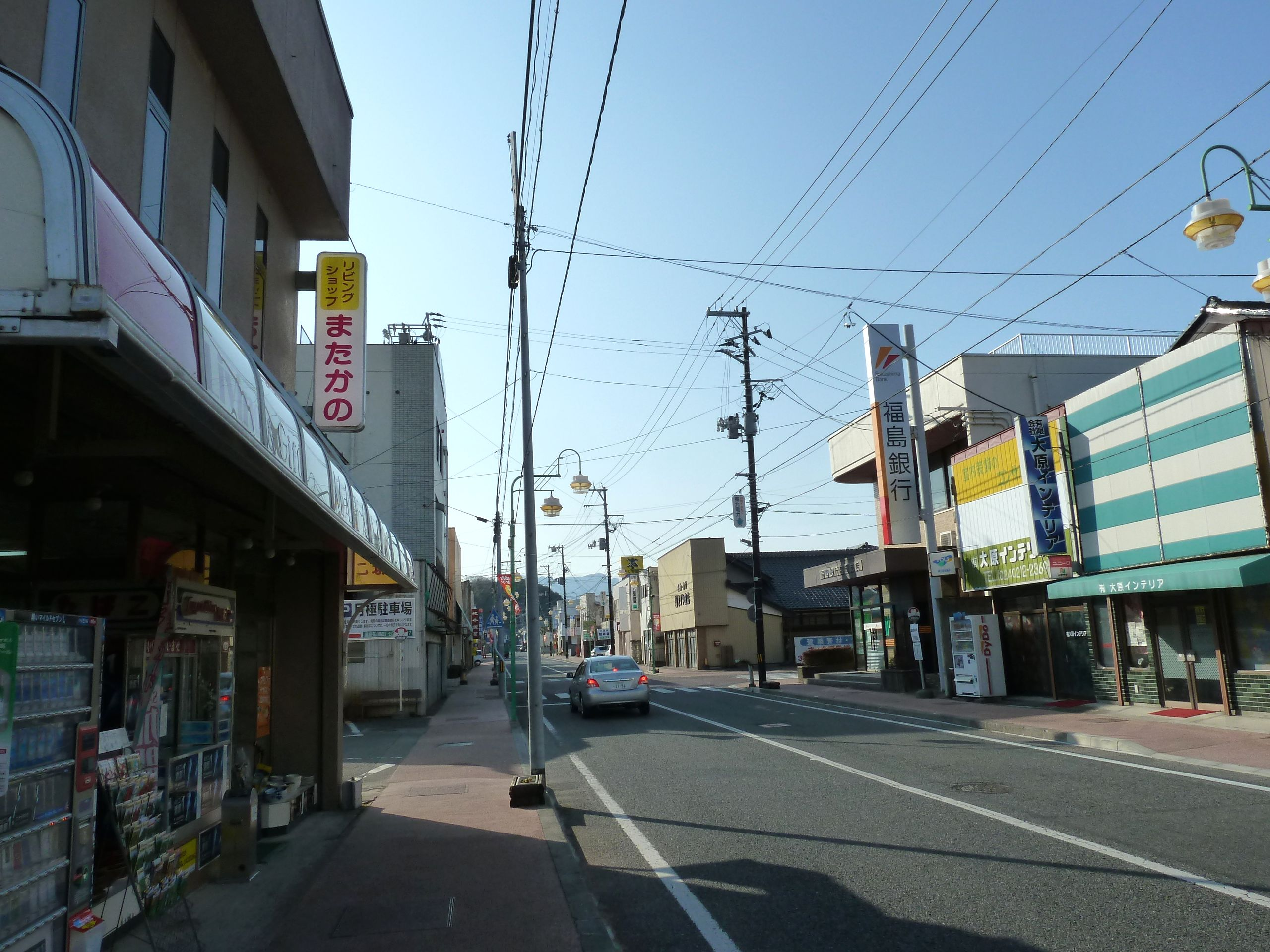
富岡町中心部（2011年2月26日）

  - 夜ノ森公園の桜並木 - 2.2 km続く桜並木のうち、2016年4月以降は放射線量の低い300 mの区間の立ち入りが可能となり[15]、2022年1月26日に特定復興再生拠点区域となったため、全域での立ち入りができるようになった。
  - 夜ノ森駅のつつじ
  - 夜ノ森つつみ公園のあやめ
  - 宝泉寺の紅しだれ桜
- 旧跡
  - 小浜代遺跡
  - 一里塚（上郡山清水、新夜ノ森）
- 温泉
  - 岩井戸温泉
  - さくらの湯
- 施設
  - 富岡町文化交流センター学びの森（図書館、歴史民俗資料館、ホール、生涯学習館。2017年4月3日より一部使用再開[16]）
  - リフレ富岡
  - 東京電力廃炉資料館（福島第二原子力発電所エネルギー館をリニューアル[17]）
  - グリーンフィールド富岡
  - 合宿の里とみおか（合宿センター、総合スポーツセンター）
- 祭事・催事
  - 1月：鳥小屋（赤木、王塚地区）
  - 4月：夜ノ森桜まつり
  - 4月：浜下がり（諏訪神社）
  - 8月：うちわ祭り
  - 8月：麓山の火祭り
  - 10月：浜下がり（四十八社山神社）
  - 11月：えびす講市

## その他町内施設

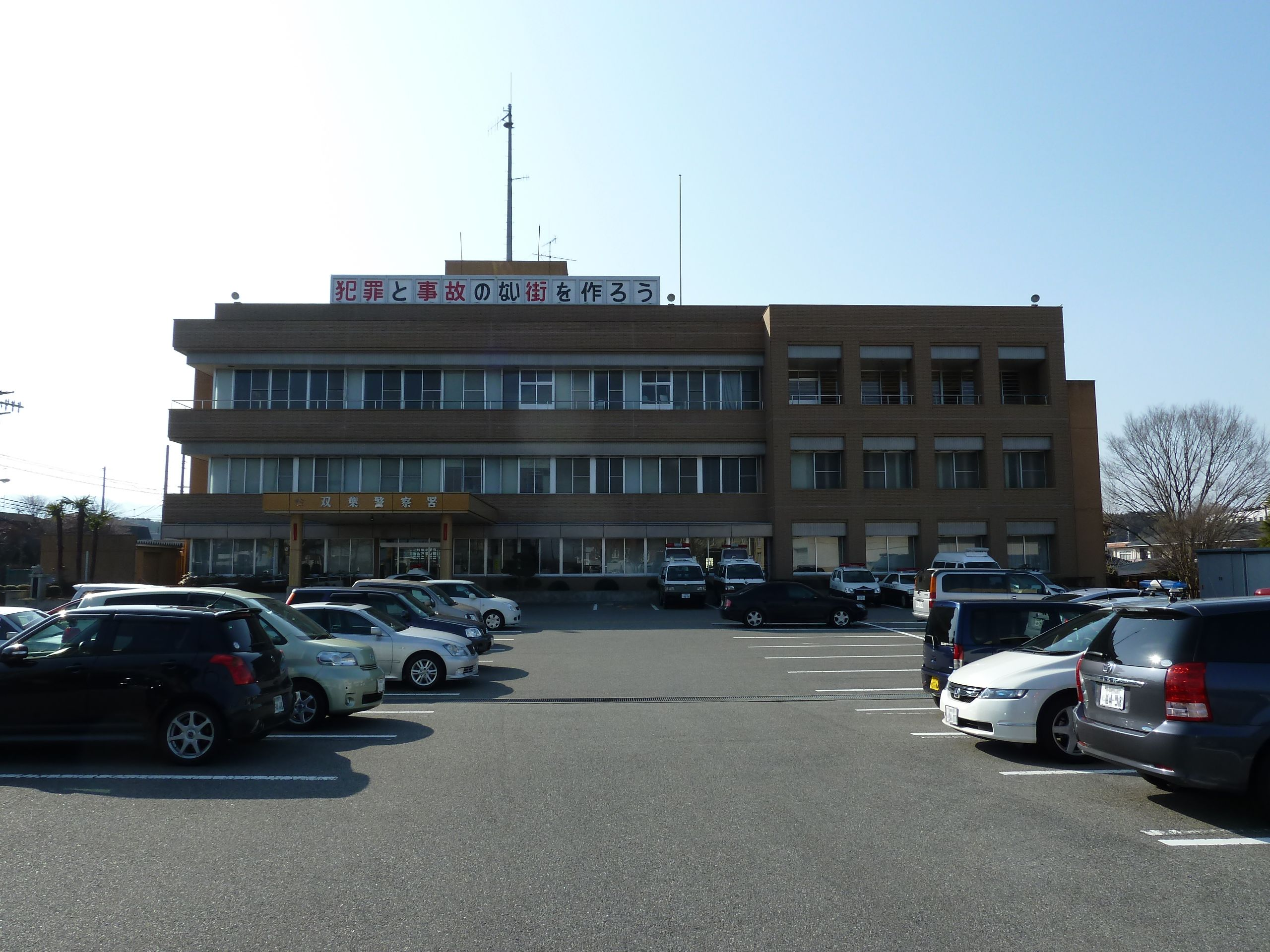
双葉警察署（2011年2月26日。2017年3月30日より再開）

- 双葉警察署 - 中央二丁目に所在。2017年3月30日に道の駅ならはの仮庁舎から本庁舎に6年ぶりに移転[18]
- 富岡消防署 - 双葉地方広域市町村圏組合常備消防事務管轄。2017年5月現在、臨時拠点が中央二丁目に所在。2018年に新築移転予定（国道6号沿い）。2017年5月22日、富岡町の新庁舎建設に着手。安全祈願祭と起工式が行われた[19]。2018年7月に新庁舎での業務を開始した[20]。

- 福島県富岡合同庁舎 - 小浜に所在
- 新福島変電所 - 夜ノ森駅西方3 km程の地点に所在
- 富岡町立養護老人ホーム　東風荘 - 避難区域のため、2013年1月、郡山市菜根にて仮設施設で再開[21]。

## 出身の人物
- 渡辺俊美 - TOKYO No.1 SOUL SET
- 清水潔 - 第6代文部科学事務次官
- 宮本和志 - プロレスラー
- 三瓶啓二 - 空手家
- 井尻明 - 元サッカー選手、サッカー指導者
- 大介 - 元Aqua Timez、ギタリスト